# Langelandstermolen
De Langelandstermolen, of De Langelandster zoals de baard vermeldt, is een poldermolen tussen Garmerwolde en Thesinge in de provincie Groningen.
De molen werd in 1829 gebouwd om de Langelandstermolenpolder te bemalen en is tot kort na de Tweede Wereldoorlog in gebruik geweest op windkracht. In 1950 werd een elektromotor geplaatst die de vijzel aandreef, werd de molen buiten bedrijf gesteld.
De molen veranderde in een ruïne en in 1988 werd onder de nieuwe eigenaar, de Molenstichting Hunsingo en Omstreken, een uitvoerige restauratie uitgevoerd waarbij de molen geheel maalvaardig werd gemaakt. Een modern gemaaltje naast de molen heeft de functie overgenomen, maar de Langelandster maalt nog zeer geregeld dankzij enkele vrijwillige molenaars. Zoals vele andere molens in de provincie Groningen is de deze molen ook uitgerust met zelfzwichting. De molen is sinds 2016 eigendom van Stichting De Groninger Poldermolens.